# مولهایم آن در دانوب
شهر مولهایم آن در دانوب (به آلمانی: Mühlheim an der Donau) در ایالت بادن-وورتمبرگ در کشور آلمان واقع شده‌است.

## جستارهای وابسته

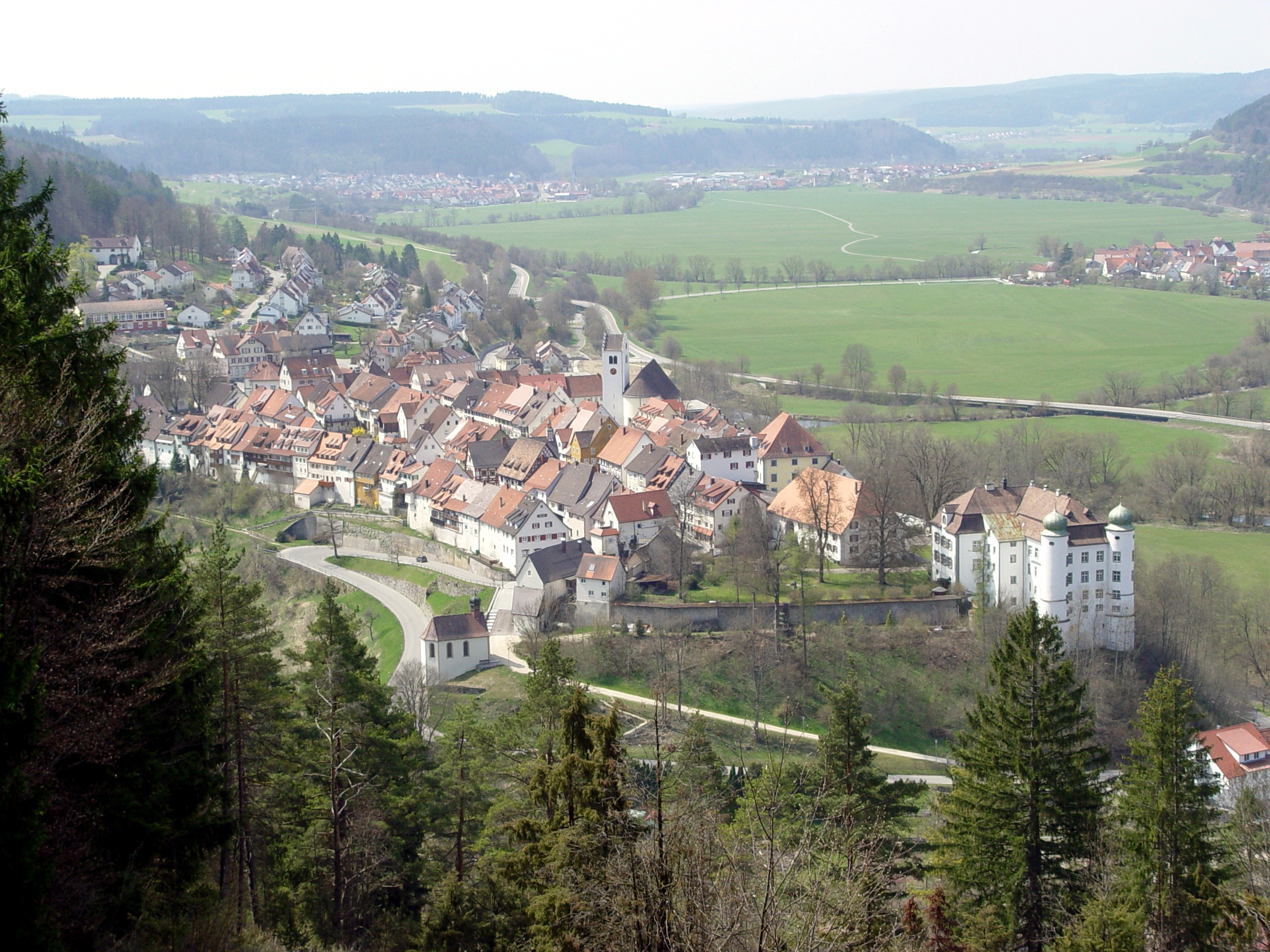
Mühlheim